# 弗朗西斯科·博萨
弗朗西斯科·博萨（西班牙語：Francisco Boza，1964年9月19日—），秘鲁男子射击运动员。他曾代表秘鲁参加1980年、1984年、1988年、1992年、1996年、2000年、2004年和2016年夏季奥林匹克运动会射击比赛，其中1984年奥运会获得一枚银牌。